# Аткарск (локомотивное депо)
Локомотивное депо Аткарск — предприятие железнодорожного транспорта в городе Аткарск, принадлежавшее к Приволжской железной дороге. В настоящее время депо закрыто и перепрофилировано. Здания депо используются для ремонта подвижного состава службы пути.

## История депо

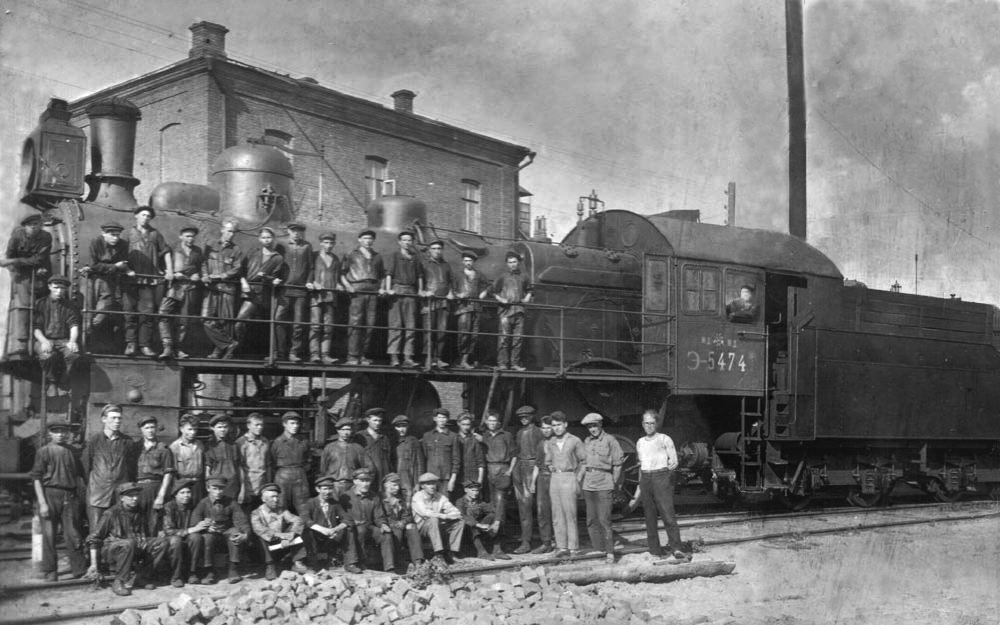
Паровоз Э-5474 в депо Аткарск. У паровоза первый выпуск Аткарского ФЗУ

Исторически депо было паровозным с 24 паровозными стойлами и ремонтными мастерскими. В дальнейшем депо перешло на тепловозную и электровозную тягу. Мастерские депо ремонтировали также тепловозы с других железных дорог СССР, в частности Казахстана.

## Тяговые плечи
Депо обслуживало тяговые плечи до станций Анисовка, Калининск, Сенная, Ртищево.

## Подвижной состав
В настоящее время (на 2008 год) депо перепрофилировано, в связи с этим оно больше не имеет приписного парка и вообще перестало существовать в качестве локомотивного депо.
Ранее в депо были приписаны тепловозы ТЭ3, 2ТЭ10Л, 2ТЭ10М, электровозы ВЛ80с.
У депо стоит паровоз-памятник Эу-686-31.

## Знаменитые люди депо
- Зелепукин, Иван Григорьевич[2]